# Il bacio (Munch)
Il bacio è un dipinto a olio su tela (99x81 cm) di Edvard Munch, realizzato nel 1897 ed è conservato nel Museo Munch di Oslo.

## Descrizione
Il bacio è un dipinto a olio su tela, alto 99 e largo 81 centimetri. Raffigura una coppia circondata dall'oscurità, in una stanza rischiarata solo da un raggio di luce proveniente da una finestra parzialmente ricoperta da una tenda. I due si abbracciano strettamente, fino a perdere la propria identità, allorché si miscelano in un'unica forma priva di tratti distintivi. La critica d'arte Roberta Smith sottolinea come Munch abbia favorito «pennellate lunghe [...] che più che dipinte sembrano macchie».
Nel 1892, cinque anni prima della stesura de Il bacio, Munch aveva eseguito un'altra tela sul medesimo soggetto: si tratta de Il bacio con la finestra.

## Contesto

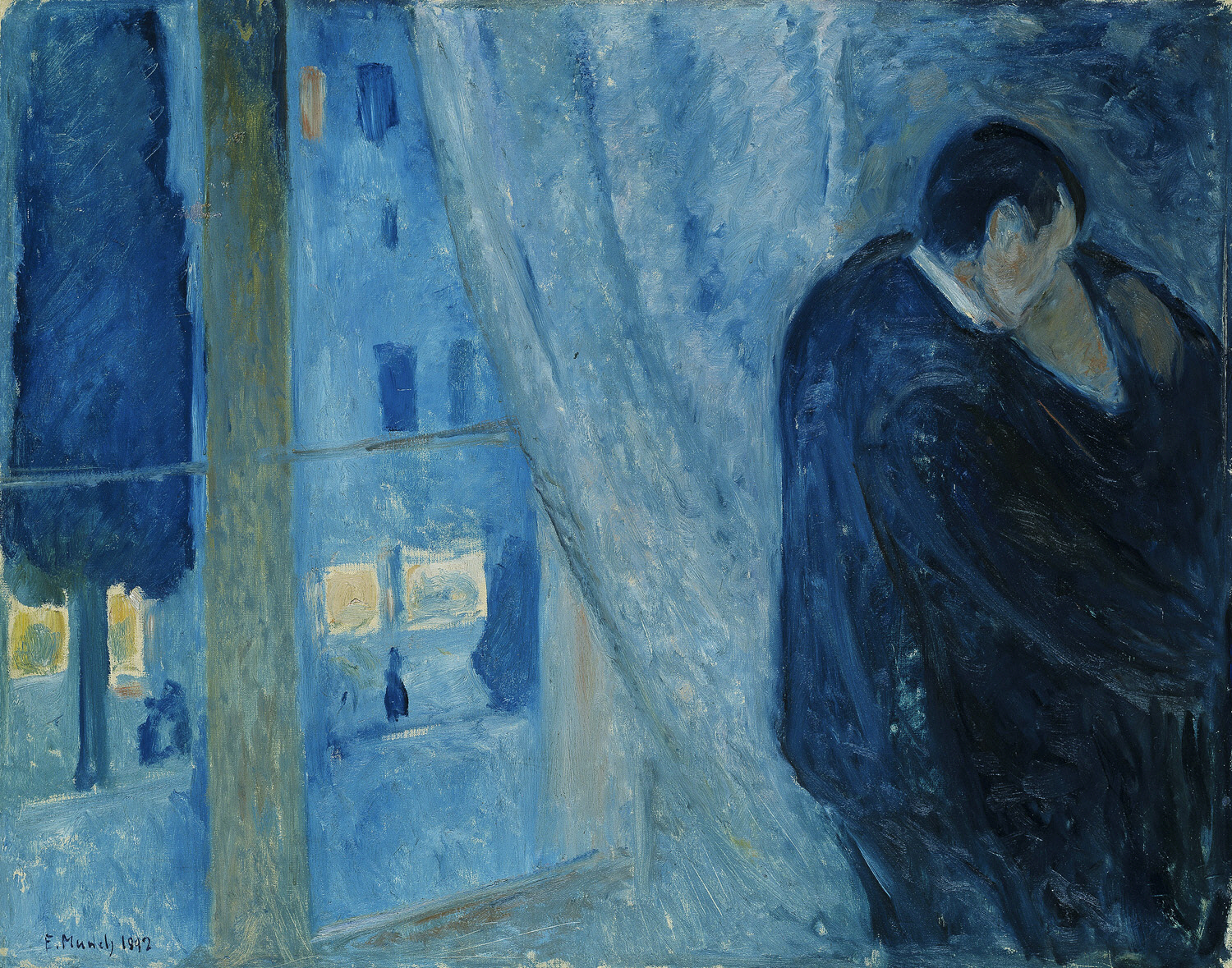
Il bacio con la finestra (1892)

Edvard Munch (1863–1944) nel corso della sua vita è stato afflitto da malattie, lutti famigliari, attacchi di alcolismo e di melanconia; per di più, egli non si è mai sposato. Queste circostanze hanno influenzato non poco la sua produzione artistica e gli stati emozionali dei suoi dipinti che, seppur sconvolgenti, sono caratterizzati da un'assoluta onestà e integrità emotiva:
(Roberta Smith)
Munch affrontò diverse altre volte il tema del bacio, che trasfuse nel periodo 1888–89 sia in dipinti che in incisioni. Nelle sue diverse trasposizioni di questo motivo è riscontrabile un contrasto tra il mondo al di fuori e al di dentro della stanza nella quale la coppia si sta baciando; gli esterni appaiono vibranti e movimentati, mentre gli interni della stanza sono senza tempo, con i due amanti congelati nell'amplesso. 
Il bacio, così come diverse altre opere munchiane, fa parte dell'angosciante ciclo del Fregio della Vita che - tra i tanti dipinti - include anche il celebre Urlo.

## Analisi

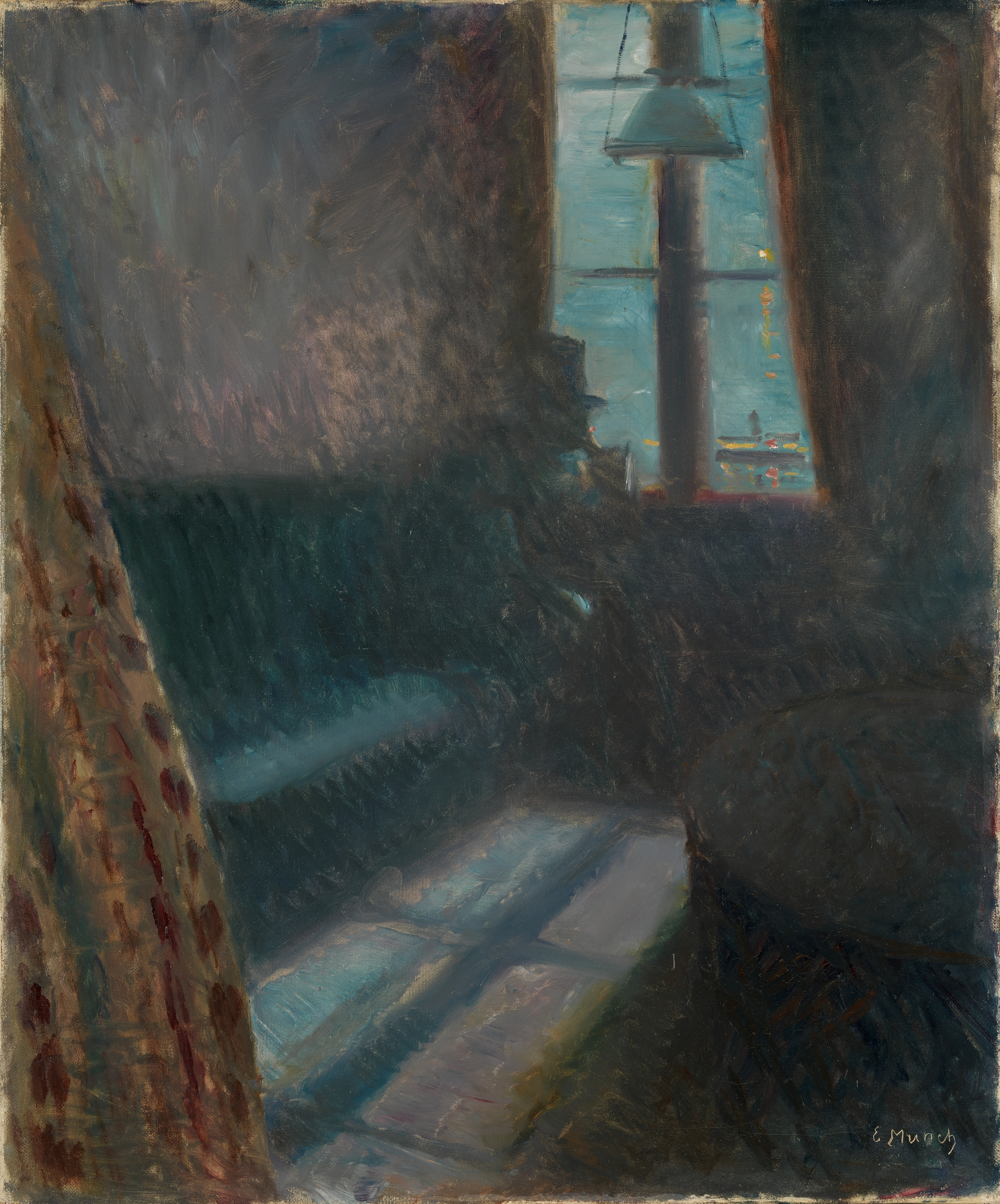
Notte a Saint-Cloud (1890)

Secondo il Museum of Modern Art, l'ambiente scuro del Bacio è indicativo dell'ambivalenza di Munch per quanto riguarda l'amore. Nel dipinto, lo storico d'arte Reinhold Heller ritiene «virtualmente impossibile» separare le due figure, soprattutto nel punto in cui i loro volti si incontrano e si miscelano; considera, inoltre, la raffigurazione dei due amanti un simbolo della «perdita della propria esistenza e identità», eventualità che poi riconduce direttamente alla morte. 
Il drammaturgo polacco Stanisław Przybyszewski (1868–1927) criticò categoricamente le due facce, ritenendo che «sembrano un orecchio abnorme ... sordo nell'estasi del sangue». Lo scrittore August Strindberg (1849–1912) era più o meno della stessa opinione, tanto che scrisse che la coppia diventa «una fusione di due esseri umani, dei quali il più piccolo, nelle sembianze di una carpa, sembra pronto per divorare il più grande».
Il critico d'arte Ulrich Bischoff, infine, ritiene che date le somiglianze tra la stanza disadorna de Il bacio e quella del Munch stesso (già effigiata nella Notte a Saint-Cloud) questo dipinto contenga allusioni autobiografiche.

## Provenienza
Esposto per la prima volta al pubblico nel 1903 insieme ad una copia della Madonna, Il bacio oggi fa parte delle collezioni del Museo Munch di Oslo.